# Cuộc phiêu lưu

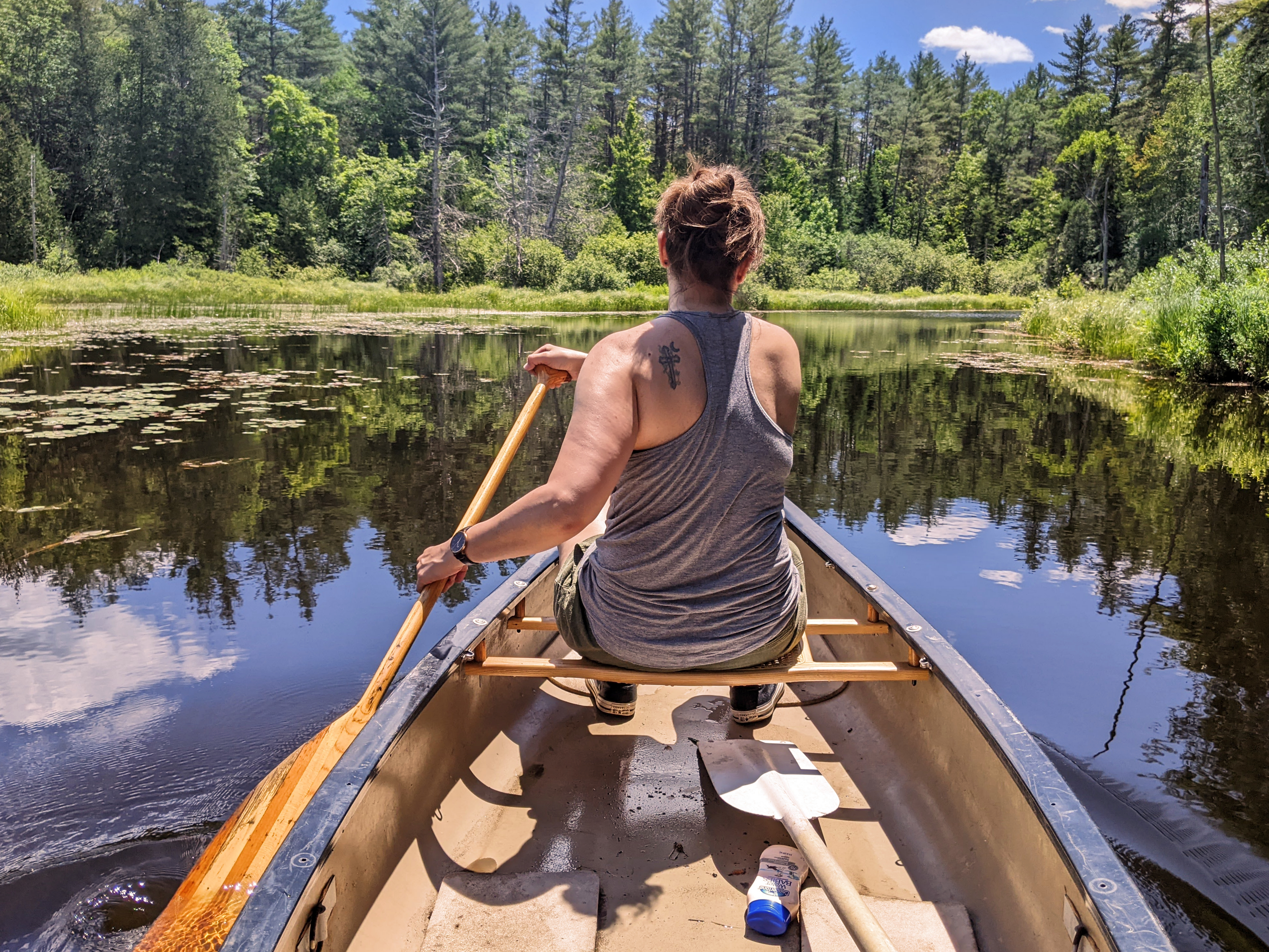
Trải nghiệm một cuộc phiêu lưu khi chèo thuyền vào đầm lầy

Cuộc phiêu lưu  (Adventure) là một trải nghiệm hoặc công việc thú vị thường táo bạo, đôi khi đầy rủi ro mạo hiểm. (chẵng hạn như những chuyến thám hiểm). Cuộc phiêu lưu có thể là các hoạt động có tính nguy hiểm như du lịch mạo hiểm, khám phá, thám hiểm, nhảy dù, leo núi, lặn bằng bình dưỡng khí, đi bè trên sông hoặc hoạt động khác thể thao mạo hiểm. Các cuộc phiêu lưu thường được thực hiện để tạo ra kích thích tâm lý hoặc để đạt được mục tiêu lớn hơn, chẳng hạn như theo đuổi kiến thức mà chỉ có thể đạt được bằng các hoạt động kiểu đại loại như vậy. Trải nghiệm mạo hiểm sẽ tạo ra tâm lý kích thích, hưng phấn có thể được hiểu là tiêu cực (ví dụ như sợ hãi) hoặc tích cực (ví dụ như dòng chảy tâm lý). Đối với một số người, bản thân cuộc phiêu lưu đã trở thành một mục tiêu theo đuổi lớn lao. Theo nhà thám hiểm André Malraux, trong tác phẩm Man's Fate (1933) đã tuyên bố xanh rờn: "Nếu một người không sẵn sàng liều mạng thì phẩm giá của anh ta ở đâu?". Tương tự, Helen Keller cũng tuyên bố xanh rờn rằng "Cuộc sống hoặc là một cuộc phiêu lưu mạo hiểm hoặc sẽ chẳng là gì cả". Ở Hoa Kỳ có ấn phẩm Tạp chí Phiêu lưu (Adventure magazine) xuất bản năm 1910, miêu tả về các cuộc phiêu lưu, chuyến mạo hiểm trên khắp thế giới đã được công chúng Mỹ đón nhận rộng rãi.

## Đại cương
Các hoạt động mạo hiểm ngoài trời thường được thực hiện vì mục đích giải trí hoặc giải khuây, đơn cử là trò đua xe mạo hiểm và du lịch mạo hiểm, những đơn cử như các hoạt động mạo hiểm cũng có thể dẫn đến học tập kiến thức, chẳng hạn như những hoạt động do các nhà thám hiểm và tiên phong –  của nhà thám hiểm người Anh Jason Lewis thực hiện, sử dụng các cuộc phiêu lưu để thu hút tính bền vững toàn cầu rút ra bài học từ việc sống trong những giới hạn môi trường hữu hạn trong các chuyến thám hiểm để chia sẻ với học sinh. Giáo dục mạo hiểm có chủ ý sử dụng những trải nghiệm đầy thử thách cho học tập. Tác giả Jon Levy gợi ý rằng một trải nghiệm phải đáp ứng một số tiêu chí để được coi là một cuộc phiêu lưu: Hãy đáng chú ý—tức là đáng nói đến; Liên quan đến nghịch cảnh hoặc rủi ro được nhận thức; Mang lại sự phát triển cá nhân (đi một ngày đàng học một sàng khôn). Các cuộc phiêu lưu mạo hiểm là đề tài kinh điển cho nhiều tác phẩm văn học, điện ảnh có thể kể đến như:

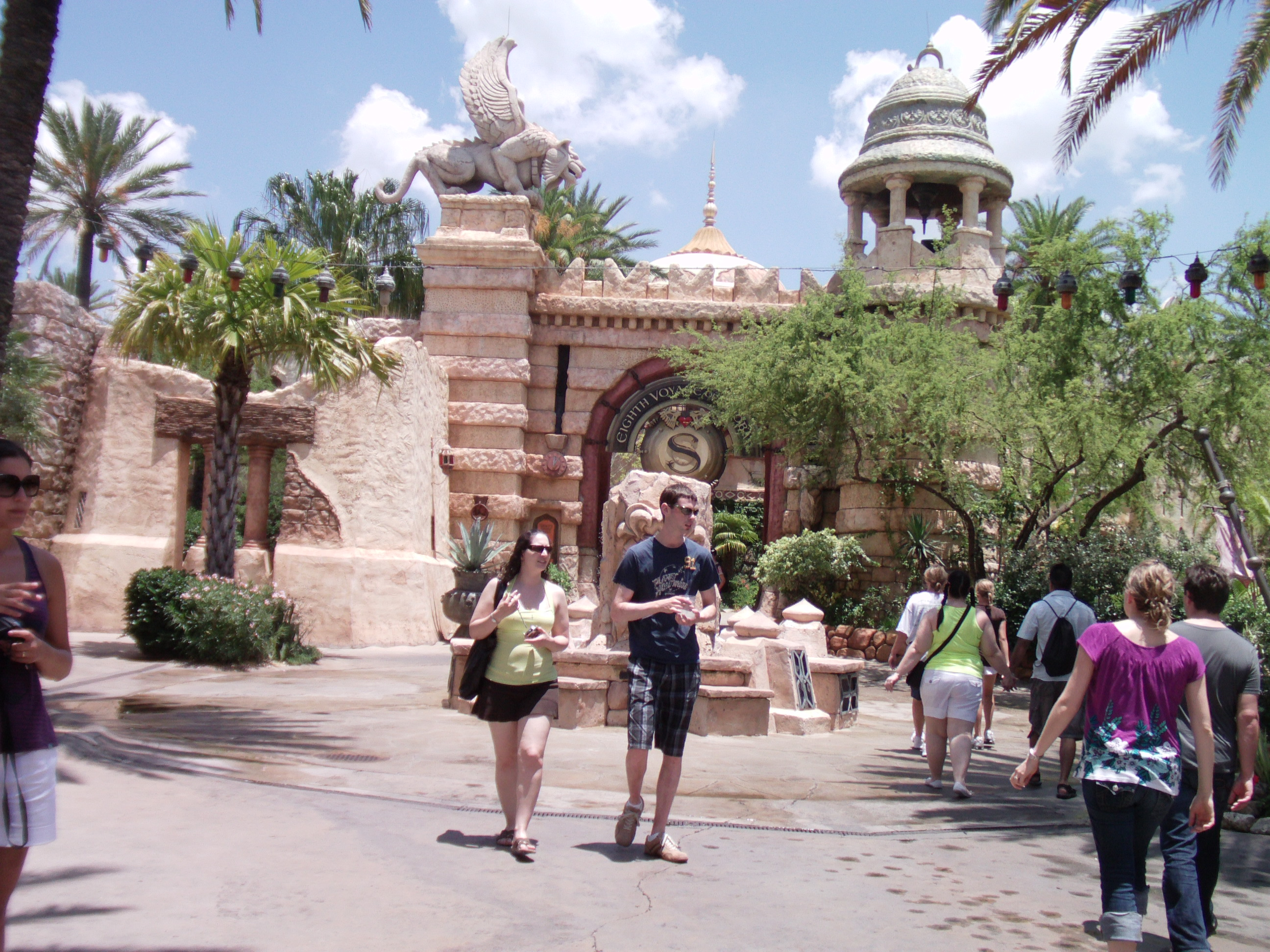
Du khách trải nghiệm trong lâu đài với những cuộc phiêu lưu của Sinbad

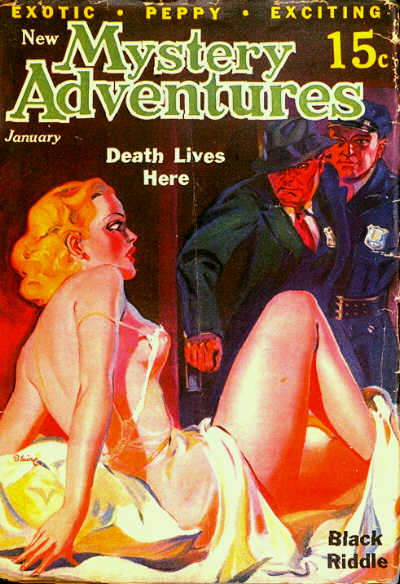
Ấn phẩm về Một chuyến phiêu lưu bí ẩn, xuất bản năm 1936

- Những cuộc phiêu lưu của Tintin (chuyển thể thành Những cuộc phiêu lưu của Tintin (phim hoạt hình) và Những cuộc phiêu lưu của Tintin (phim))
- Những cuộc phiêu lưu của Sherlock Holmes và Những cuộc phiêu lưu của Sherlock Holmes và bác sĩ Watson, chuyển thể thành bộ phim Những cuộc phiêu lưu của Sherlock Holmes (phim truyền hình, 1984)
- Những cuộc phiêu lưu của Huckleberry Finn
- Những cuộc phiêu lưu của Tom Sawyer
- Những cuộc phiêu lưu của Pinocchio
- Cuộc phiêu lưu của Scooby-Doo!
- Gulliver du kí (Những cuộc Phiêu lưu của Gulliver)
- Những cuộc phiêu lưu bất tận
- Cuộc phiêu lưu ở xứ sở rồng
- Những cuộc phiêu lưu của Sinbad
- Cuộc phiêu lưu của Alice vào xứ sở thần tiên
- Những cuộc phiêu lưu của Sarah Jane
- Sáu người bạn đồng hành
- Pokémon: Cuộc phiêu lưu của Pippi
- Pokémon: Chuyến phiêu lưu của Pikachu và Koko
- Doraemon: Nobita và hiệp sĩ rồng (Cuộc phiêu lưu vào lòng đất)
- Doraemon: Nobita và chuyến phiêu lưu vào xứ quỷ
- Doraemon: Nobita và chuyến phiêu lưu vào xứ quỷ (phim 2007)
- Bác sĩ Dolittle: Chuyến phiêu lưu thần thoại
- Frozen: Chuyến phiêu lưu của Olaf
- Những cuộc phiêu lưu kỳ lạ của Karik và Valia
- Những cuộc phiêu lưu của Mít Đặc và các bạn
- Những cuộc phiêu lưu mới của Akmal
- Những cuộc phiêu lưu của nhà quý tộc Florisel
- Những cuộc phiêu lưu của Vasya Kurolesov (hoạt hình)
- Những cuộc phiêu lưu khó tin của người Ý trên đất Nga
- Những cuộc phiêu lưu của chiếc vali màu vàng
- Những cuộc phiêu lưu mới của những kẻ báo thù không bao giờ bị bắt
- Nữ tù binh Kavkaz, hay những cuộc phiêu lưu mới của Shurik
- Kế hoạch «Y» và những cuộc phiêu lưu khác của Shurik
- Cuộc phiêu lưu của chú mèo Filemona
- Dế Mèn phiêu lưu ký của nhà văn Tô Hoài
- Cuộc phiêu lưu của Văn Ngan tướng công của nhà văn Vũ Tú Nam
- Cuộc phiêu lưu của Hai Lúa
- Cuộc phiêu lưu của Ong Vàng